# 歼-10
歼-10（缩写：J-10；代号：猛龙），是中华人民共和国成都飞机工业集团为中国人民解放军空军研制、生产的单引擎、全天候、多功能、采用鸭式气动布局的中型第四代战斗机。
歼-10于1986年开始研制，由刘高倬担任总指挥，晏翔担任副总指挥，宋文骢担任总设计师。1998年3月歼-10首飞成功，数年后正式装备部队，并先后衍生出歼-10A、歼-10S及歼-10B等型号。最新的歼-10C于2015年初首飞，已批量装备人民解放军空军，于2018年4月16日开始担负战斗值班任务。该机具备制空作战，对海面，对地面精确打击能力。

## 发展历程
歼-10由成都飞机设计研究所（611所）设计，成都飞机公司（132厂）制造。据公开的报道项目名称“10号工程”。611所最初利用歼-9战机（因研发一再拖延最终下马）研究过程中积累的成果。
01号原型机1994年开始建造，1998年3月23日首飞（已送至航空博物馆展出） 依照惯例02号原型机用于地面测试。1999年12月歼-10开始在西安阎良试飞院进行飞行测试。2002年6月28日，安装俄制AL-3IFN发动机的歼-10第0批次预生产型飞机首飞，並開始在鼎新飞行测试中心进行測試。2003年3月10日，歼-10提前交付空军进行飞行测试和领先试用，12月15日取得正式入役许可证书。2003年12月26日歼-10双座型在成都首飞成功（原型机已送至航空博物馆展出）。2004年隶属成都军区驻守云南的解放軍空军44师131团换装歼-10战机，成为解放軍空军第一个装备该型战机的作战部队。2005年首次出现了带有空中加油探头的歼-10A。2006年12月29日中国国务院新闻办公室发表《2006年中国的国防》白皮书方正式證實其存在。2008年11月4日在第七届珠海航展上歼-10首次对民众亮相，进行飞行表演。2009年11月5日，歼-10的1001号首飞原型机在中国航空博物馆首次以实机对外公开静态展出，首次以图文展板的形式披露歼-10的性能介绍。

### 发动机採用
歼-10配套发动机是影响歼-10研制进度的一个瓶颈，由于渦扇-10发动机的研制进度大大落后于歼-10的研制进度，为了降低研制风险，采用了“两条腿走路”的方法，发动机最初装备俄制AL-31FN涡轮风扇发动机，1992年中国与俄罗斯就发动机研制改进达成协议，为此歼-10的后机身也进行了重新设计。首笔发动机订单1996年签订1997年开始交付。AL-31FN发动机是用于俄制苏-27“侧卫”战斗机的AL-31F涡扇发动机的改进型，AL-31FN较AL-31F最大的变化是发动机附件安装位置的变化，FN型增加了一个经完全重新设计的检修舱，这一检修舱的设置是标准的俄式风格，在最初的AL-31型号中位于发动机上方，还包括部分压气机上部机壳的外侧位置，但FN型的检修舱则调整到与西方战斗机发动机检修舱同样的位置，位于发动机和压气机下部机壳外侧的位置。
由于中國製太行发动机可靠性问题，不放心安装在单发飞机上，歼-10原型机及量产型均使用俄製AL-31FN发动机。但1004号原型机曾换装过一段时间的涡扇-10“太行”发动机测试。1031、1035号歼-10B号原型机也使用过涡扇-10发动机，并推广到一小部分量产型歼-10B上。2015年9月22日，安装涡扇-10B“太行”发动机的歼-10C首飞成功，开始验证涡扇-10发动机及其数控系统在单发模式下稳定工作的能力。2018年第12届珠海航展上，歼-10B原型机1034号机换装向量推力版涡扇-10發動機亮相，完成了“眼镜蛇”、“赫伯斯特机动”、“落叶飘”等动作。2019年，从05批次开始，歼-10C战机开始批量换装国产涡扇-10B发动机。

## 設計
歼-10由成都飛機設計研究所设计，主要工程師有：
- 薛炽寿：总工程师。
- 周自全：首席測試工程師兼主任，试飞总师。
- 桑建华：外型設計師。
- 宋文骢：單座总设计师。
- 杨伟：单座飞控系统负责人，雙座总设计师，现任成飞研究所总设计师[21]
- 雷强：首席试飞员

### 外型结构

歼-10采用三角翼加三角鸭翼的近距耦合鸭式气动布局，主翼为三角中单翼，采用机动前缘襟翼。切尖三角鸭翼位于进气道上方机身，矩形带附面层的发动机进气道位于机身腹部，进气道口与机身之间有加强筋，机身上有气泡式驾驶员座舱，机身向后自然过渡，机翼与机身之间平滑过渡，后机身为发动机舱，采用单垂直尾翼以及两片向外侧倾斜的面积较小的腹鳍。
歼-10采用放宽静安定度设计，战机的主要控制面由全权限数字式电传飞控系统实现自动和综合控制。歼-10是中国制造的第一种大量采用复合材料的战斗机。机头设备舱两侧、鸭翼、襟副翼、垂直尾翼、腹鳍、发动机尾喷口均使用复合材料制造。歼-10是中国空军继歼-8D后第二种拥有空中加油能力的战斗机。

### 動力
首批次服役的歼-10使用的是1台俄制AL-31FN涡轮风扇发动机（俄制苏-27战机配套的AL-31F发动机的改进型）。中国国产涡扇-10涡轮风扇发动机经过改进（型号涡扇-10B）投入批量生产，后续生产的歼-10则装备涡扇-10B涡轮风扇发动机。

### 航电系统
据称歼-10的电子设备比其他中国战机较先进，座舱为全“玻璃化”界面，配备一具平视显示器（HUD）及三具黑白或彩色下视多功能显示屏（MFD），采用1553B数位系統并搭载了一台1473型脉冲多普勒雷达，數位化程度超越以往所有中国战机甚至同期沈阳飞机公司生产的歼-11。飞行作战所必须的控制开关集中于中置的驾驶杆以及座舱左侧的油门杆。
歼-10服役时装备1台全相参的脉冲都普勒火控雷達，具备多种工作模式，具备视距外、多目标能力，据称最大搜索距离160公里，上视射距100公里，下视射距80公里。飞行员配备了头盔瞄准具。

### 武器
歼-10装备一門23mm口径23-3型雙管航炮，机身具有11个机外武器挂架，可以外挂空對空导弹、空對地导弹、导航/目标指示吊舱、精确制导武器等。

## 衍生型
- 歼-10：小批量试生产型号，于2002-2003年生产一个批次试装中国人民解放军空军，无超视距空战能力[22]。
- 歼-10A：為單座量产机型，装备了KLJ-3脉冲多普勒火控雷达，增加了空中受油探管，座舱盖后增加白色塔康导航天线，前起落架舱门为三片式，已于2014年停产[23]。
  - 殲-10AH：海军航空兵型号，在歼-10A基础上加强抗高盐高湿及改进部分航电。
  - 殲-10AY：為八一飞行表演队用機，配備與殲-10A大致相同，機頭上的23毫米航炮被移除，同時在機翼掛架上安裝了拉煙裝置，用於表演時進行拉煙演示。
  - FC-20：為殲-10的外銷型。2016年2月16日開幕的2016年新加坡航展上，中國航空技術進出口公司的展台上，出現殲-10A戰機的模型，其後機垂直尾翼上印有FC-20字樣[24]。為官方首次公開確認批准出口外銷殲-10戰機。
- 殲-10S：為殲-10A的雙座教練機型號，前機身拉長以放入後座，兩名飛行員以縱向座於單一座艙罩下。機背也加大隆起以放入多的航電系統。除教練外，亦保留了作戰功能。殲-10S亦可以用於加強對地攻擊型，後座飛行員可以擔任武器操作員。[25]
  - 殲-10SH：海军航空兵型号，在歼-10S基础上加强抗高盐高湿及改进部分航电。
  - 殲-10SY：為八一飞行表演队用機，配備與殲-10S大致相同，機頭上的23毫米航炮被移除，同時在機翼掛架上安裝了拉煙裝置，用於表演時進行拉煙演示。[26]
- 殲-10B：是基於殲-10A第三个衍生型号。在外形方面，殲-10B相对于殲-10A的主要改进包括雷達罩修形，将原头锥更改為扁錐型；駕駛舱前方安裝了光電瞄準系統，內部装备紅外搜索及追蹤系統及激光測距儀；配備DSI進氣道；垂直尾翼和襟翼亦相應地加大。从内部来看，歼-10B换装无源相控陣列雷達并可兼容中国空军第四代空對空飛彈，在航电设备及武器系统方面有较大提升，起降能力及多用途性能都有大幅改进。歼-10B将主要担任夺取制空权、近距离火力支援、纵深地面/海上目标精确打击等多种任务，具备全天候条件下空空作战和空面打击能力。[27]2008年12月，歼-10B首架原型机完成首飞。2009年3月，歼-10B首次曝光。殲-10B原型机先后共生产5架，用于各类试验。2013年下半年，歼-10B开始批量生产。同年11月，歼-10副总设计师张继高首度公开谈及歼-10这一改进型号，并表示该型号与歼-10A相比，从气动布局、任务系统、使用维护等方面综合提升。[28]已于2015年停产。
  - 殲-10B TVC：全稱爲“殲-10B矢量推力驗證機”，為殲-10B加裝中國國產矢量發動機（渦扇-10 TVC）及向量噴嘴的改型。2018年11月6日開幕的2018年珠海航展首次進行公開飛行表演，表演期間展示了眼鏡蛇機動，落葉飃等飛行動作。
- 殲-10C：基於殲-10A第四個衍生型號，换裝有源相控陣列雷達，外形與殲-10B類似但是材質有部分調整達成部分匿蹤能力，同時在機背、垂直尾翼等增加天线。殲-10C于2013年12月首飞，2015年開始批量生產。2017年7月，歼-10C参加庆祝中国人民解放军建军90周年阅兵，首次公开亮相。2018年4月，歼-10C开始担负战斗值班任务。[13]已于2023年停产，生产线与资料移交贵州航空工业集团。[來源請求]
  - 殲-10CE：歼-10C的外贸型，2022年3月11日，首批次歼-10CE交付巴基斯坦空军[29]。
  - 殲-10CY：2023年开始，歼-10C成为八一飞行表演队用机[30]。八一飞行表演队的歼-10C涂装总体上延续了之前的涂装方案，以宝石蓝为主色，配以白色、灰色、红色图案，体现了中国空军制胜空天、捍卫国家利益的“亮剑”精神。相较于普通版本的歼-10C，八一飞行表演队装备的歼-10C的一个重要改进是增大了背鳍。张学峰表示，这种大型背鳍内部可以容纳更多的电子设备，或者用于增加油料、拉烟剂携带量，还会增加航向稳定性。这种改进会进一步增强歼-10C的性能。[31]

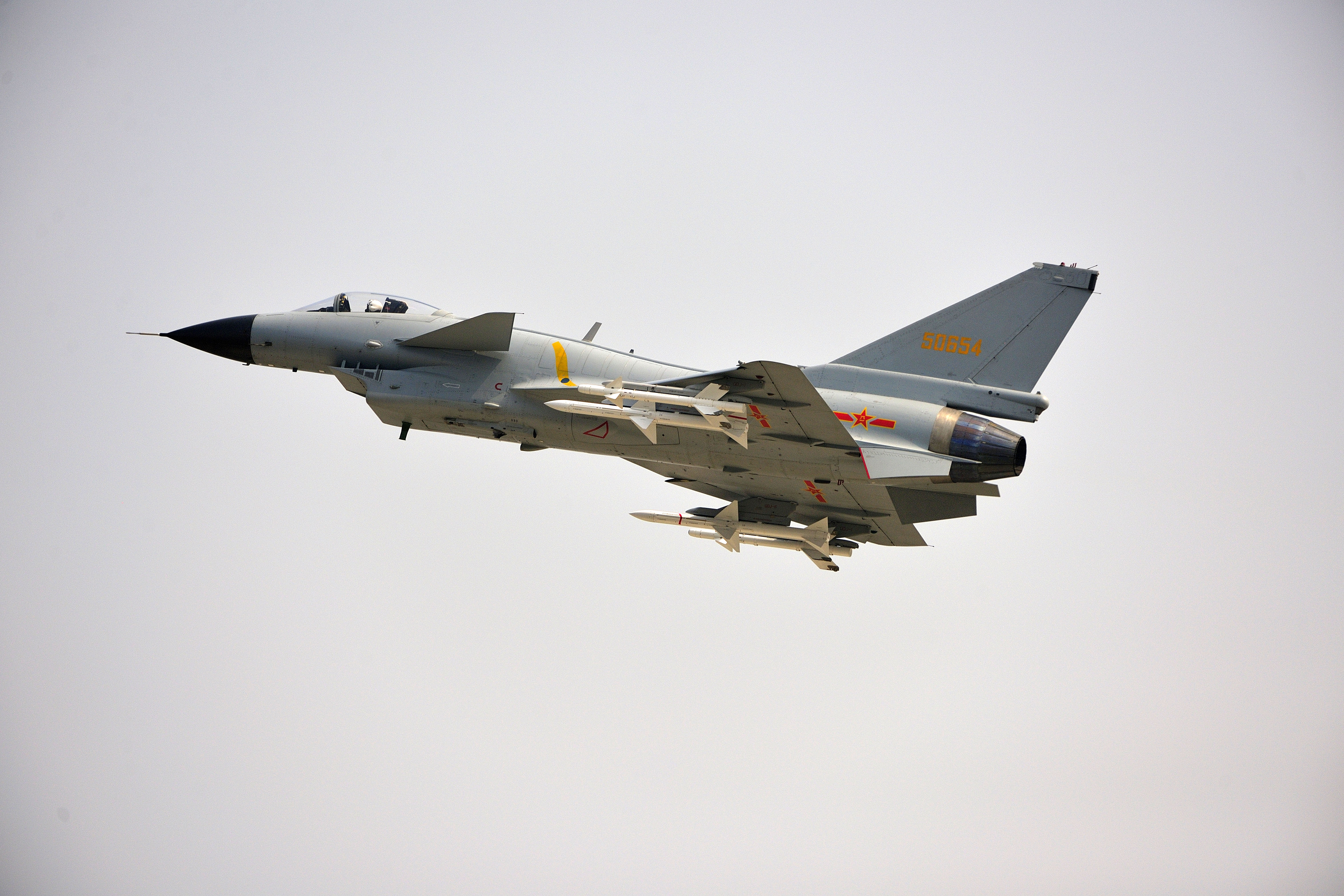
殲-10A
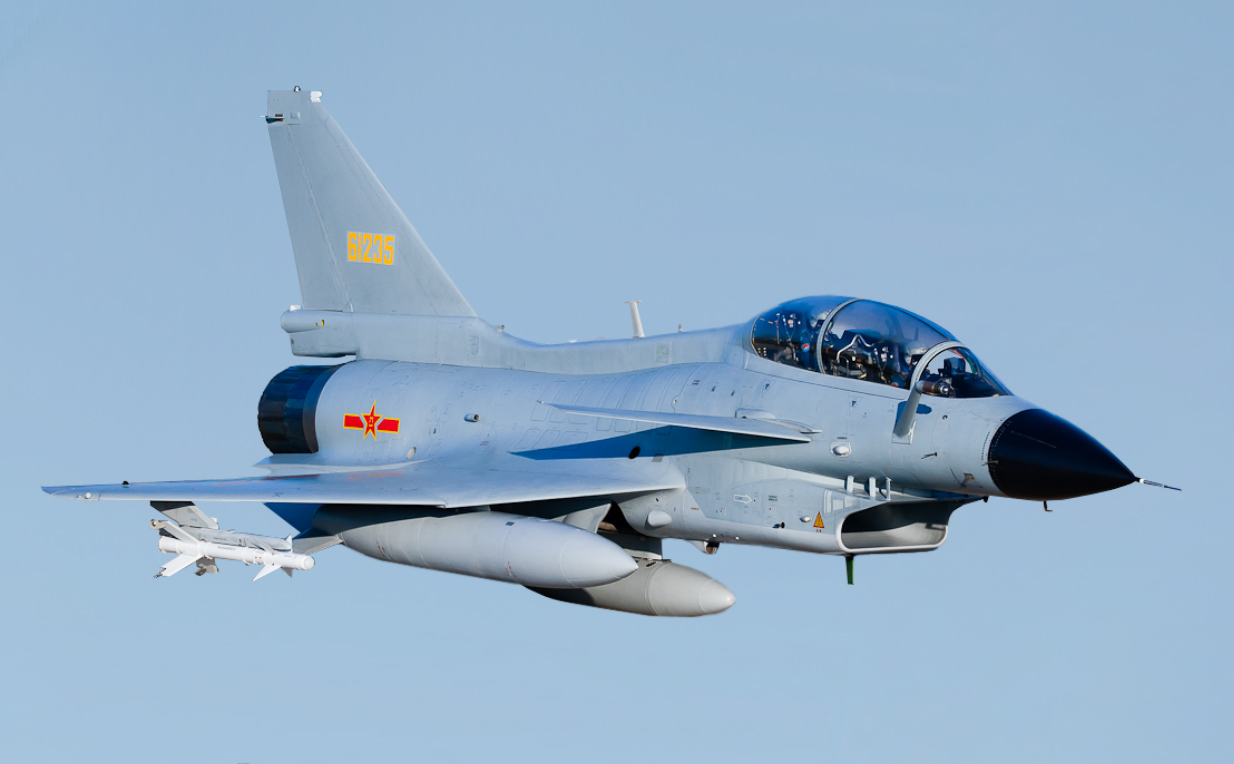
歼-10S
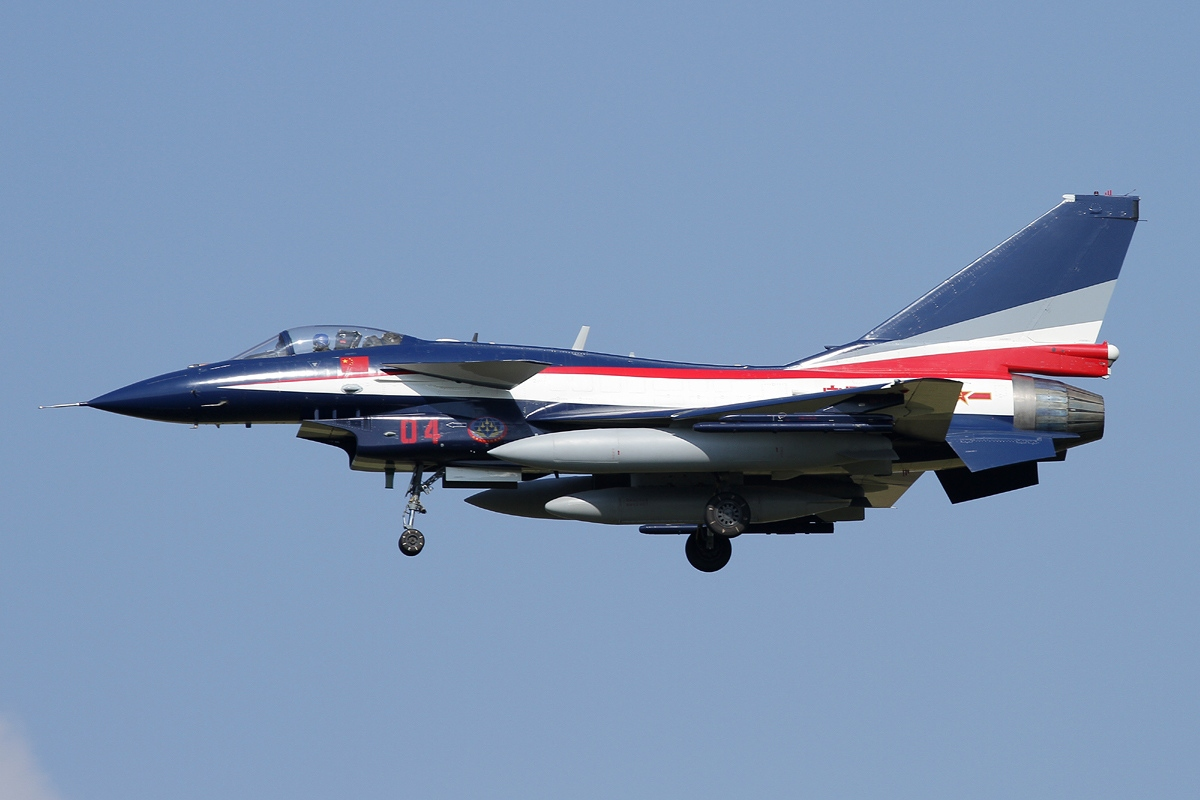
殲-10AY
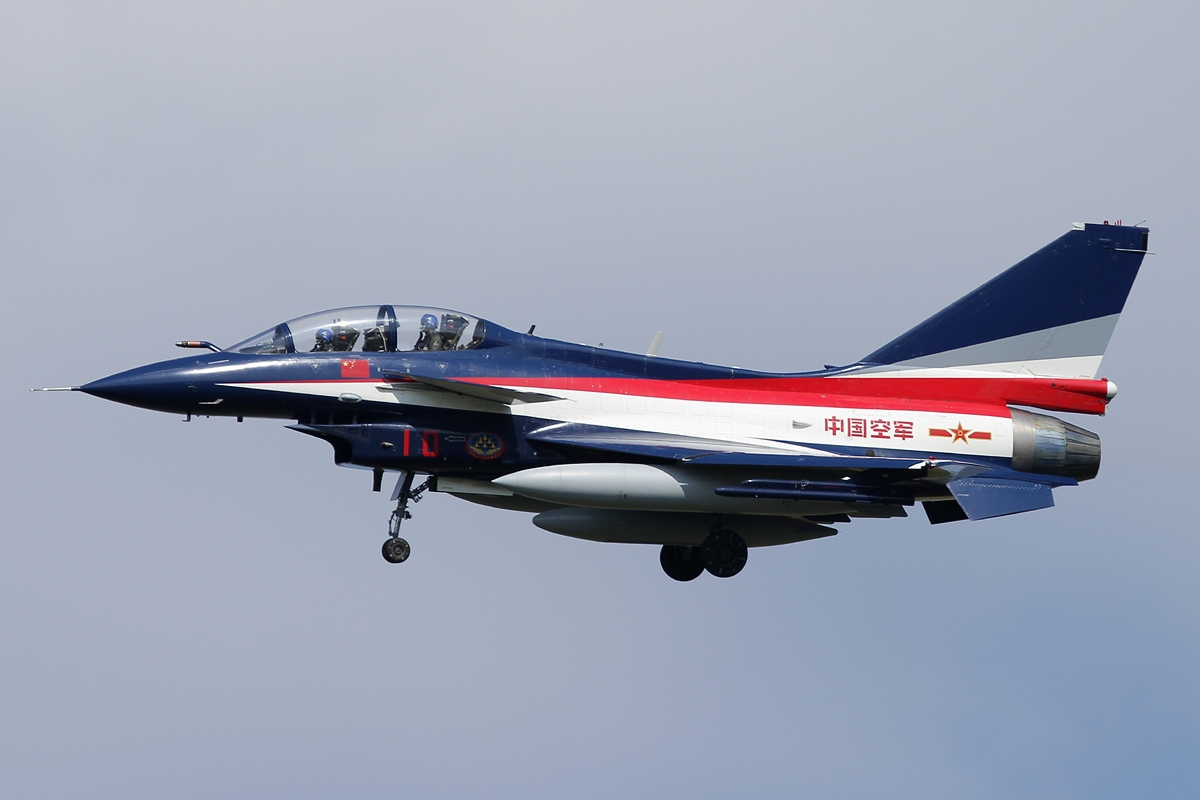
殲-10SY
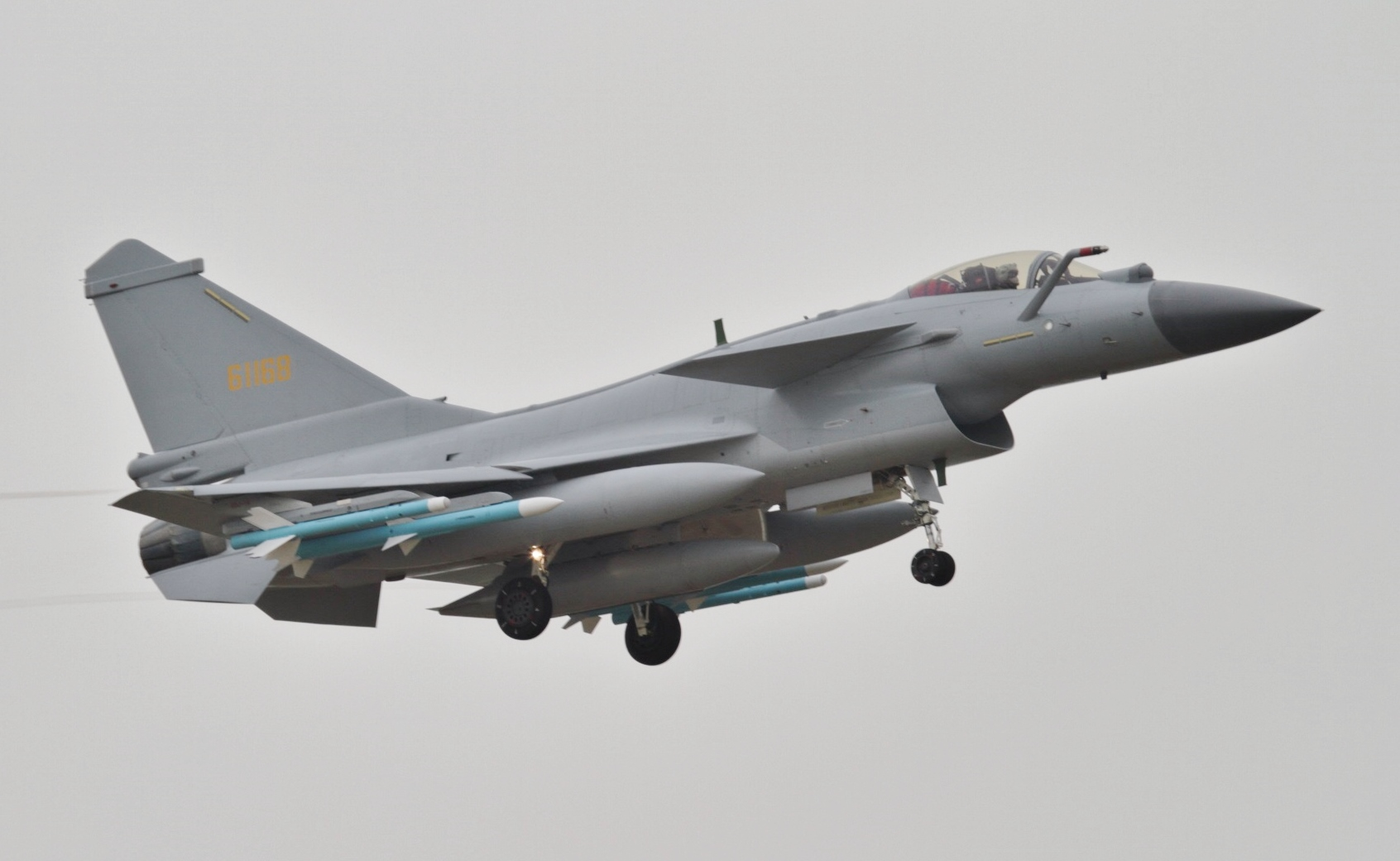
殲-10B
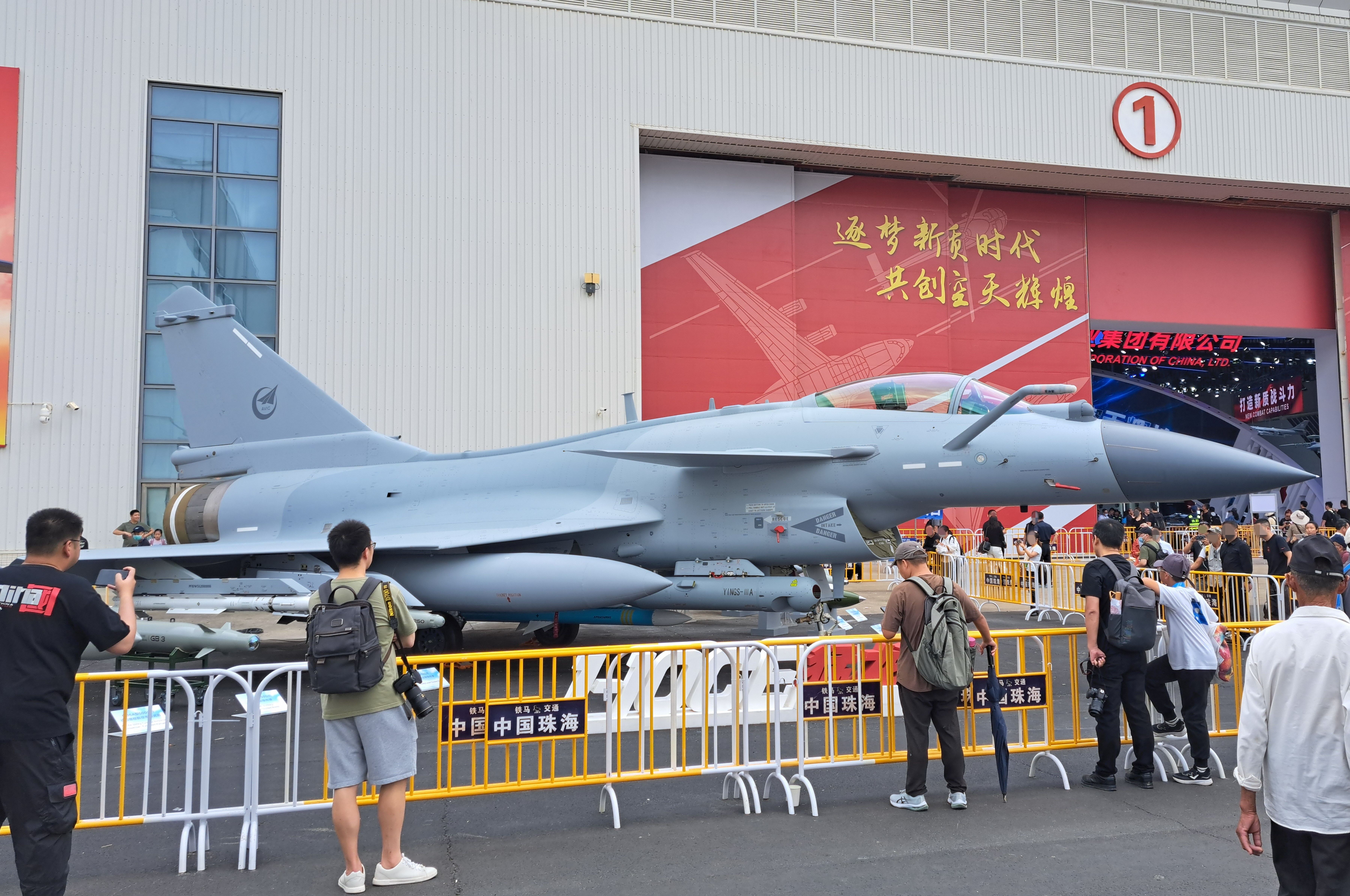
歼-10CE

## 使用國

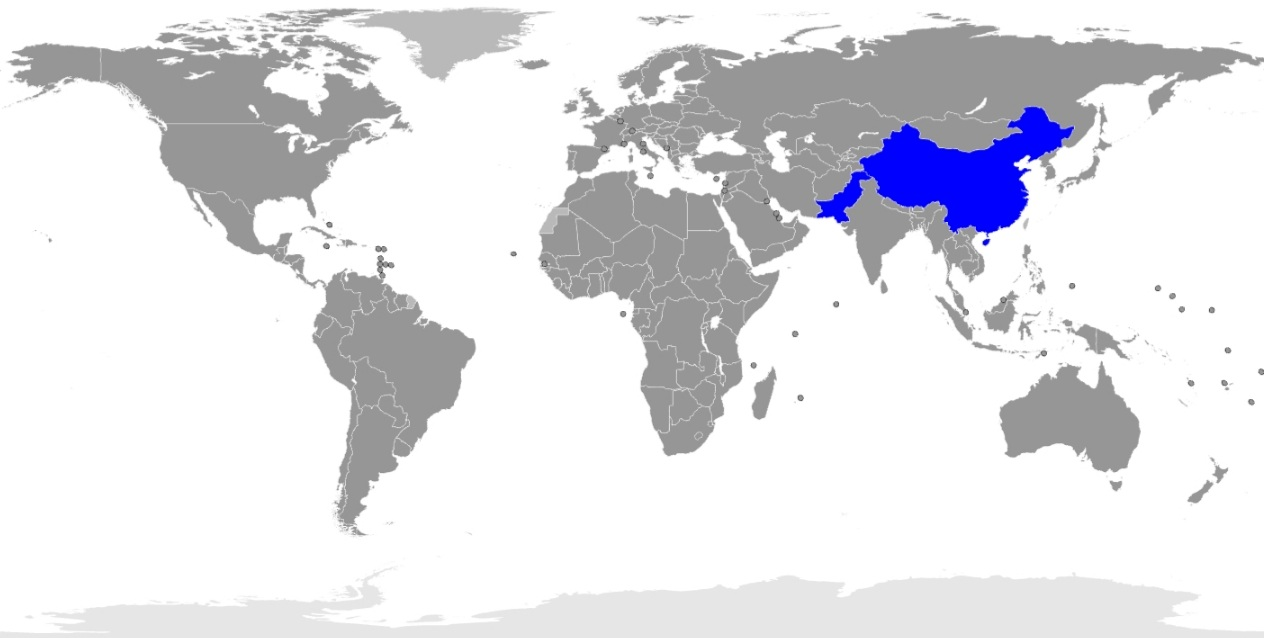
使用國

### 現有用戶
- 中国
  - 中国人民解放军空军
- 巴基斯坦
  - 巴基斯坦空军[32][33]

### 歷史用戶
- 中国
  - 中國人民解放軍海軍航空兵（已轉隸空軍）

## 實戰經歷
- 2024年1月18日，巴基斯坦空軍出動殲-10CE、JF-17及翼龍-2無人機對伊朗境內目標實施空襲，作為對伊朗伊斯兰革命衛隊此前以「反恐」為由襲擊巴基斯坦俾路支省的回應。这是殲-10首次用於實戰，主要承擔空中支援和電子戰任務。[34]

- 2025年5月6日，印度對巴基斯坦發動「辛多爾行動」。據巴基斯坦方面稱，其殲-10CE使用霹靂-15型空對空導彈，擊落印度空軍的3架阵风战机、1架苏-30MKI和1架米格-29UPG战机[35][36]，这是殲-10及霹靂-15首次在實戰中取得空對空戰績。

## 事故
被权威媒体证实的事故：
| 时间           | 机型    | 地点                           | 原因                         | 结果                                                             |
| -------------- | ------- | ------------------------------ | ---------------------------- | ---------------------------------------------------------------- |
| 2014年11月15日 | 歼-10B  | 四川郫县三道堰青杠树村         | 疑似AL31F发动机故障          | 战机坠毁，3人严重烧伤，总受伤人数超过7人                         |
| 2015年9月19日  | 歼-10A  | 塞北某地                       | 发动机故障，推力下降         | 飞行员跳伞受伤，战机坠毁                                         |
| 2015年12月17日 | 歼-10S  | 浙江省台州市温岭市泽国镇       | 空中意外遭受鸟撞             | 两名飞行员跳伞，战机坠毁                                         |
| 2016年9月28日  | 歼-10？ | 天津武清南湖公园               | 撞鸟导致发动机故障           | 战机坠毁，飞行员成功跳伞                                         |
| 2016年11月12日 | 歼-10SY | 河北省玉田县陈家铺大杨铺村西南 | 未公布                       | 战机坠毁。男飞行员跳伞成功，但身体受伤，女飞行员跳伞在事故中牺牲 |
| 2020年9月4日   | 歼-10?  | 南部战区                       | 遭遇低空鸟击、发动机空中停车 | 飞行员成功跳伞，战机坠毁                                         |
| 2021年10月22日 | 歼-10S  | 河南贾鲁河畔                   | 未公布                       | 两名飞行员均跳伞，战机头部损毁                                   |

## 流行文化

### 影視
- 《空天獵》（2017年）
- 《殲十出擊》
- 《鷹隼大隊》
- 《十号机密》

### 游戏
- （2005年）：以中国人民解放军战斗机出现，型号为歼-10A。
- （2024年）：于“飞龙在天”版本作为中国空军八级战斗机推出，型号为歼-10A。